# Harald de Schaumbourg-Lippe
Le prince Harald de Schaumbourg-Lippe (Harald Christian Léopold Gustav; né le 27 mars 1948 au château de Hagenbourg, Basse-Saxe) est le troisième fils de Christian de Schaumbourg-Lippe (1898–1974) et Feodora de Danemark et un arrière-petit-fils de Frédéric VIII de Danemark.
Il épouse Petra Wera Kirstein le 22 juillet 1976 ; il divorcent en 1980. Il épouse ensuite Gabrielle Hagemann, le 23 septembre 1988. Aucune postérité n'est issue de ses deux unions.
En vertu de la loi danoise, il n'est pas héritier du trône, car il n'est pas descendant de Christian X. Il est cependant dans la ligne de succession au trône britannique en tant que descendant de George II de Grande-Bretagne, par l'intermédiaire de sa fille, la Reine Louise de Danemark et de Norvège.